# 堅下
堅下（かたしも）は、大阪府柏原市内の一地域。
柏原市の北中部に位置し、柏原市の前身である南河内郡柏原町と合併する前の中河内郡堅下村であった地域である。
新住所表記では、法善寺、山ノ井町、平野、大県、太平寺、安堂町、大字安堂、高井田の各地域に該当する。

## 歴史・概要

### 近代以前
（日本 > 畿内 > 河内国 > 大県郡 > 法善寺村、平野村、大県村、太平寺村、安堂村、高井田村）
古代、人々がこの地にある高尾山の山中に住居を構え、狩猟・漁癆の場にして生活していた。高尾山頂付近には高地性集落の跡が発見されており、「高尾山遺跡」という。また多鈕細文鏡など当時の朝鮮半島で作られたものが発掘されており、交流や交易を行っていたと考えられている。
古墳時代には多数の横穴墓が作られ、高井田地区に約200基ほどあり、現在は「高井田横穴群」とよばれる。
律令制制定以降は河内国大県郡に属する。『続日本紀』によると、堅上郡と堅下郡を合わせて大県郡が成立したとされる。このころには各方面を結ぶ道路が整備され、この地には後に「東高野街道」、「奈良街道」とよばれる道筋が出来、交通の要衝となっている。また、南には大和川が流れ、水運や渡船も用いられた。

### 近代以降
（日本 > 大阪府 > 中河内郡 > 堅下村）
江戸時代より平野村や大県村では家の庭先に日陰樹としてぶどうの木が植えられていたが、本格的なぶどう栽培が始まるのは甲州種が導入された1884年（明治17年）以降である。
鉄道の敷設や綿作の衰退と時期が重なったこともあり、明治20年代には堅下村全域にぶどう栽培が普及した。大正期には他府県への出荷も開始され、「堅下ぶどう」の名で知られるようになり、ワインの醸造も開始されている。ぶどう栽培は隣接する堅上・国分地区にもあたり一面がぶどう畑になるほどに普及し、1928年（昭和3年）から1935年（昭和10年）にかけて、大阪府が全国1位のぶどう産地となっていた。
その後、伊勢湾台風・第2室戸台風による被害などを機に規模は縮小していったが、堅下地区は現在も大阪府におけるぶどう産地の中心である。
なお、ぶどう畑開墾の過程で前述の高尾山遺跡が発見されている。
1935年（昭和10年）9月2日、平野集落にあったため池「菱尾池」が前日来の豪雨により決壊。死者9人、重傷5人、軽傷10余人。家屋の全壊6戸、倒壊16戸の被害を出した。
- 1889年4月1日の町村制施行に伴い、大県郡法善寺村、平野村、大県村、太平寺村、安堂村、高井田村が合併して堅下村が成立。大字大県に村役場を設置。
- 1896年4月1日の郡の統廃合により、中河内郡に所属。
- 1939年7月1日に隣の堅上村とともに南河内郡柏原町と合併し、中河内郡柏原町の一地域となる。

## 地理
柏原市の北中部に位置する。地域内は東部に高尾山がそびえる。平坦部は東高野街道以西、大和川右岸付近の限られた地域に限定される。
限られた平坦部に鉄道、道路が集中し、交通の要所となっている。
柏原市の二大市街地である柏原地区と国分地区の間に位置しており、安堂地区に市役所や市民会館が立地している。

### 河川
- 大和川
  - 市役所付近は洪水による災害が懸念されることから、周辺一帯はスーパー堤防が整備された。
- 恩智川
  - かつては大和川とつながっていたとされるが、現在は高尾山あたりの山中が水源となっている。

### 交通
前述のとおり古来からの交通の要所であったが、公共バスは現在地域内では運行されておらず、無料循環バス（きらめき号）が平日に運行されている。
主な道路
- 国道25号（奈良街道）
- 国道170号（東高野街道）
- 大阪府道183号本堂高井田線
- 大阪府道184号柏原停車場大県線
- 柏原市道大県信貴線
国道170号線の大県南交差点から高尾山頂付近を経て信貴山方面へ向かう市道。元は関西電力信貴変電所への資材（変圧器等）を運搬するために建設された。現在は大阪府側から迂回せずに信貴山方面へ無料で通行できる数少ない道路である。
- 柏原市道上市法善寺線
柏原地区と堅下地区の境界となる道路。柏原市北部の市街地を南北に通る。

鉄道
- JR関西本線（大和路線）
  - 高井田駅
- 近鉄大阪線
  - 法善寺駅 - 堅下駅 - 安堂駅

## 地域

### 法善寺
堅下地域の北西部に位置し、概ね平坦である。市町村制施行以前の法善寺村にあたる。
主な施設、旧跡
（法善寺1 - 4丁目）
- 近鉄法善寺駅
- 柏原市立堅下北小学校
- 市立柏原病院
- 柏原法善寺郵便局
- 壺井寺

### 山ノ井町、平野
法善寺地区の東に位置し、集落は東高野街道の東・高尾山麓の緩やかな斜面に散在する。市町村制施行以前の平野村にあたる。
主な施設、旧跡
（山ノ井町）
- 若倭姫命神社
- 瑠璃光寺

（平野1,2丁目、大字平野）
- 若倭彦命神社
- 柏原市立堅下北中学校
- 柏原市立堅下小学校
- 関西電力堅下変電所
- 高尾山頂

### 大県、太平寺
堅下地区の中心部に位置し、もっとも賑わっている地区である。市町村制施行以前の大県村、太平寺村にあたる。
主な施設、旧跡
（大県1 - 4丁目、大字大県）
- 近鉄堅下駅
- 柏原市柏原東小学校
- 柏原堅下郵便局
- 鐸比古鐸比賣神社

（太平寺、大字太平寺）
- 石神社
- カタシモワイナリー
明治末期に壽屋から技術支援を受けてワイン製造を開始し、大正時代初めに柏原で初めてワインの醸造に成功した。柏原を代表するワイナリー。

### 安堂町、大字安堂、高井田
柏原市の中央部に位置し、市役所のある地区である。二つの街道（国道）が交わる交通の要所でもある。市町村制施行以前の安堂村、高井田村にあたる。
主な施設、旧跡
（安堂町、大字安堂）
- 柏原市役所
  - 柏原市民文化会館（リビエールホール）
- 近鉄安堂駅
- 柏原市立堅下南中学校
- 柏原市立堅下南小学校

（高井田）
- JR高井田駅
- 柏原市立堅下南小学校高井田分校
- 高井田横穴公園・歴史資料館
- 大阪府立修徳学院
- 大阪府立柏原東高等学校(2021年3月閉校)
- 天湯川田神社
- 宿奈川田神社